# Битка код Азаза
Битка код Азаза одиграла се 11. јуна 1125. године између крсташких држава Јерусалимске краљевине, кнежевине Антиохије, грофовије Триполи и грофовије Едесе са једне и Селџука из градова Мосул и Алепо са друге стране. Битка је део крсташких ратова и завршена је одлучном победом крсташа.

## Увод
Жосцелин од Едесе заробљен је у Азазу, у северној Сирији од стране атабега из Мосула 1118. године. Следеће године су крсташки под вођством Руђера од Салерна доживели велики пораз у бици на Крвавом пољу, а јерусалимски краљ Балдуин II заробљен је у Едеси 1123. године.
Године 1124. Балдуин је пуштен и одмах је започео опсаду Алепа (8. октобра 1124. године). То је привукло пажњу атабегу Мосула Аксонгор ил Бурсугију и он је кренуо на југ да разбије опсаду. Балдуин се повукао у јануару 1125. године после тромесечне опсаде.

## Битка
Након тога, Бурсуки (коме су пристигле чете Тугтигина) опседа град Азазу, северно од града Алепа. Та територија припадала је грофовији Едеси. Балдуин II, Жосцелин од Едесе и Понс од Триполија (заједно са витезовима кнежевине Антиохије у којој је Балдуин такође био регент), укупно 1.100 витезова и 2000 пешадијесукобио се са Ил Бурсукијем, изван Азаза, где је турски султан сакупио много већу војску. Балдуин се претварао да се повлачи чиме је извукао Турке изван Алепа и опколио их. Након крваве битке, крсташи су потпуно разбили Турке. Балдуин је заробио њихов логор где је пронашао довољно злата да откупи заробљенике које су Турци имали.

## Последице
Ова битка подигла је морал крсташима који је знатно опао након битке код Балата. Балдуин је планирао да нападне и сам Алепо, али га је у томе спречи Боемунд II, син чувеног крсташког вође из Првог крсташког похода, који је постао пунолетан и започео борбе са грофовијом Едесом. Муслимани ће се 1128. године ујединити под много јачим владаром Зенгијем, а крсташка контрола северне Сирије почеће нагло да слаби.